# Найдайдзин
Найдайдзин (яп. 内大臣) — средний министр — государственная должность в Японии до 1945 года.
В древней Японии (до Реставрации Мэйдзи) средний министр по существу являлся министром двора. Был одним из трёх министров наряду с левым и правым министрами. Непосредственно занимался делами императорского семейства и замещал левого и правого министров в их отсутствие. Согласно кодексу Тайхо (702 год), должность найдадзина являлась третьей по старшинству должностью при императорском дворе. Данная должность была отменена после Реставрации Мэйдзи.
В эпоху Мэйдзи должность с тем же названием была образована в 1885 году, он исполнял функции министра — хранителя Малой государственной печати. Ликвидирована в 1945 году.